# Ambassade van Suriname in Nederland

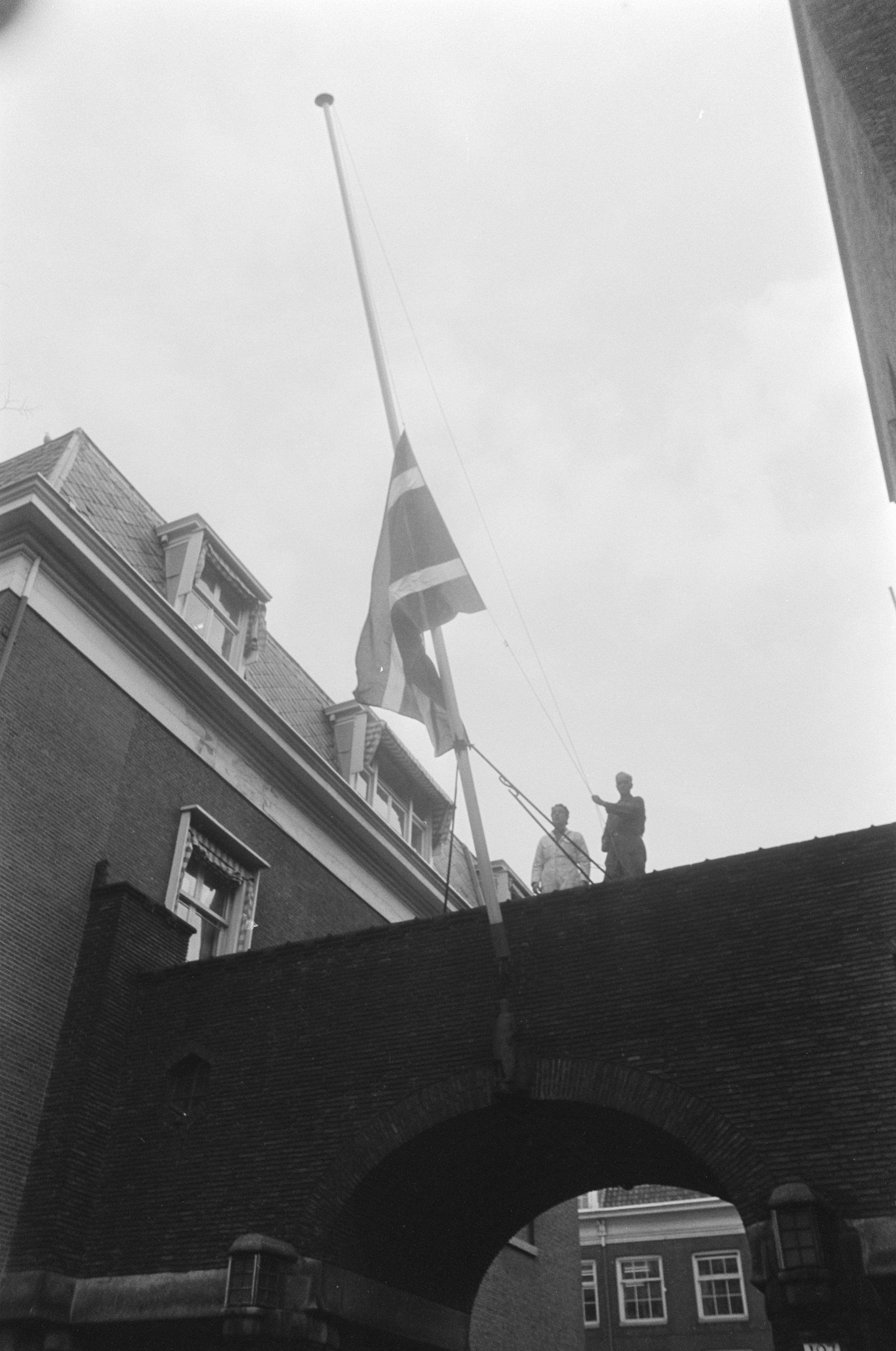
Surinaamse vlag gehesen bij Ambassade Suriname in Den Haag op de dag van de onafhankelijkheid op 25 november 1975

De ambassade van Suriname in Nederland is gevestigd aan de Alexander Gogelweg 2 in Den Haag, waar de Surinaamse regering sinds 1953 haar vertegenwoordiging in Nederland heeft.

## Diplomatieke missie
De diplomatieke post werd van kracht vanaf de onafhankelijkheid van Suriname op 25 november 1975. Dit gebeurde door de omzetting van het kabinet van Suriname in Den Haag tot ambassade. De dag erna werd tijdens een officiële ceremonie de Surinaamse vlag gehesen aan de voorgevel.
Naast de ambassade, heeft Suriname nog consulaten-generaal in Amsterdam en Willemstad, Curaçao, en honoraire consulaten in Breda en Nijkerk. In de ambassade is tevens de Suriname-Nederland Kamer van Koophandel gevestigd, waardoor het mogelijk is om in Nederland een bedrijf in Suriname te vestigen.

## Ambassadegebouw
Het ambassadegebouw aan de Alexander Gogelweg in Den Haag werd in 1952 door de landsregering van Suriname aangekocht, waarna de Surinaamse vertegenwoordiging verhuisde van het ministerie van Overzeese Gebiedsdelen naar de nieuwe locatie. Ook het commissariaat en planbureau van Suriname werden er gevestigd.
Het gebouw werd in 1913 gebouwd onder architectuur van Z. Hoek en J.Th. Wouters in een historiserende bouwstijl met Um-1800 vormen. Het pand heette oorspronkelijk 'Huize Mellard' en is sinds 1995 een rijksmonument.

## Ambassadeur
De huidige ambassadeur van Suriname in Nederland is Rajendre Khargi (stand 2021).